# 葦書房
図書出版 葦書房（としょしゅっぱん あししょぼう）は、福岡県福岡市南区長丘二丁目に本社を置く日本の出版社。
西日本新聞社出版局や石風社、海鳥社などと共に、福岡市に拠点を置く出版社の一つだった。

## 概要
1970年（昭和45年）3月20日、久本三多により創業された。1973年（昭和48年）1月、出版した『筑豊炭坑絵巻』（山本作兵衛作画、原画は後にユネスコ記憶遺産に認定）が増刷を重ねる。その後も『水俣病事件資料集』（水俣病研究会編、熊日出版文化賞特別賞受賞）や『逝きし世の面影』（渡辺京二著、和辻哲郎文化賞受賞）がよく売れた。石牟礼道子や上村希美雄など熊本在住者による出版も多く、雑誌『水俣病研究』を刊行していた。
1994年（平成6年）、社長の久本三多が死去し、その子供が相続した会社の持分を保有するに至った元妻・久本福子が経営権を引き継いだ。社長には『水俣病事件資料集』などの刊行に関わっていた三原浩良（当時・毎日新聞西部本社編集委員、後に弦書房を創業）が就任した。三原は葦書房を8年間黒字経営する実績を挙げたが、経営悪化と出版方針の違いから2002年（平成14年）9月30日をもって福子に解任された。反発した全社員8名は退社し、後継出版社として、三原たちは弦書房、福元満治は石風社を設立した。継続中の出版物は他の出版社に引き継がれ、刊行された図書も絶版扱いとなった。なお2004年（平成16年）福子がホームページ上で、元社員で石風社代表の福元の名誉を傷つけたとして、福岡県警察によって書類送検されたが、不起訴処分となっている。
2012年（平成24年）2月10日、葦書房有限会社は事業を株主兼社長の福子に譲渡し解散した。三原によると、念書が交わされた元社員への退職金支払いや借入金の名義変更は行われず、三原は葦書房の債務千数百万円を肩代わりさせられたという。会社が解散した後も、葦書房は福子の個人事業として運営されており、2012年9月21日にはオフィスを福岡市南区桧原に、さらに2016年（平成28年）8月5日には南区長丘へ移転している。現在、代表を務めている福子以外の社員はいないが、ホームページは運営されており在庫本の注文を受け付けている。
なお、同じ福岡市中央区六本松には同名の「葦書房」という著名な古書店があったが、創業者や資本関係を含めて一切の関係はない。こちらは看板や広告で「古書の葦書房」として区別していたが、2015年（平成27年）12月30日をもって店舗を閉店し、ネット販売専門古書店として存続している。